# Accipiesholzschnitt

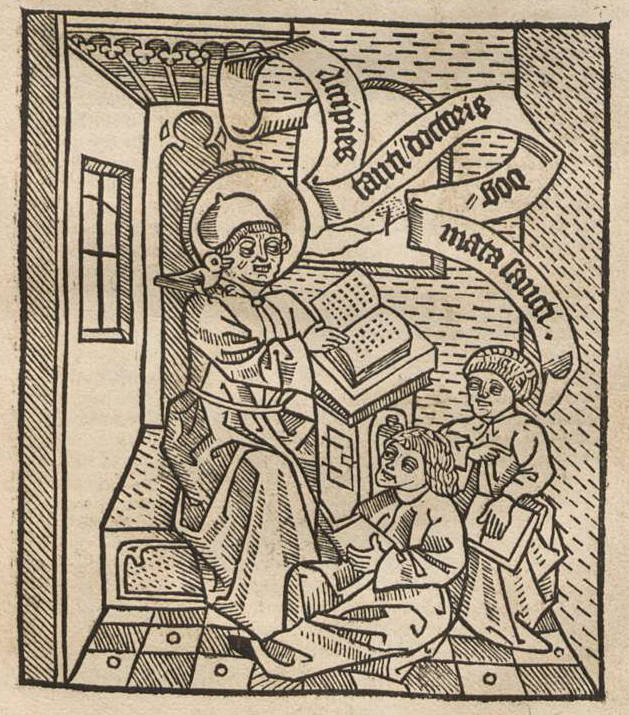
Accipiesholzschnitt aus Copulata tractatuum Petri Hispani etiam parvorum logicalium et syncategorematum cum textu. Köln: Heinrich Quentell 1490.

Ein Accipiesholzschnitt ist ein Holzschnitt, der zeigt, wie ein von der Taube des Heiligen Geistes inspirierter Lehrer seinen Schülern Unterricht erteilt.
Auf einem Schriftband steht der lateinische Hexameter „Accipies tanti doctoris dogmata sancti“ (Vernimm die Glaubenslehren des heiligen Doktors Thomas von Aquin).
Die Accipiesholzschnitte traten vornehmlich in Lehr- und Schulbüchern des ausgehenden 15. Jahrhunderts als Titelholzschnitte (Frontispiz) auf.
Eine erste solche Darstellung findet sich bei dem Drucker Heinrich Quentell in Köln 1490. Ikonographisch geht das Motiv auf Darstellungen Papst Gregors des Großen aus dem 9. und 10. Jahrhundert zurück.